# Conreadora

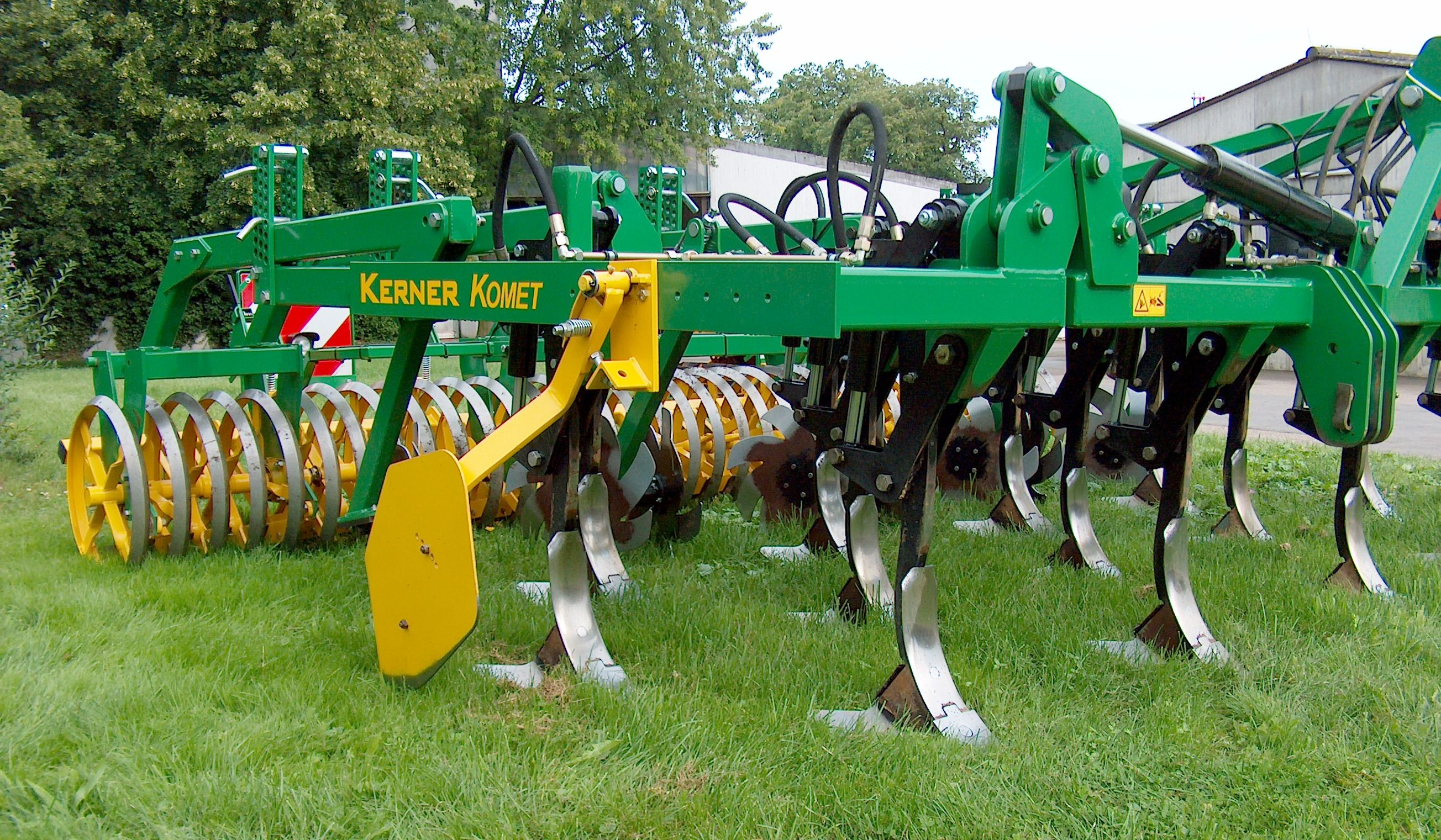
Conreadora, amb dents, pesant

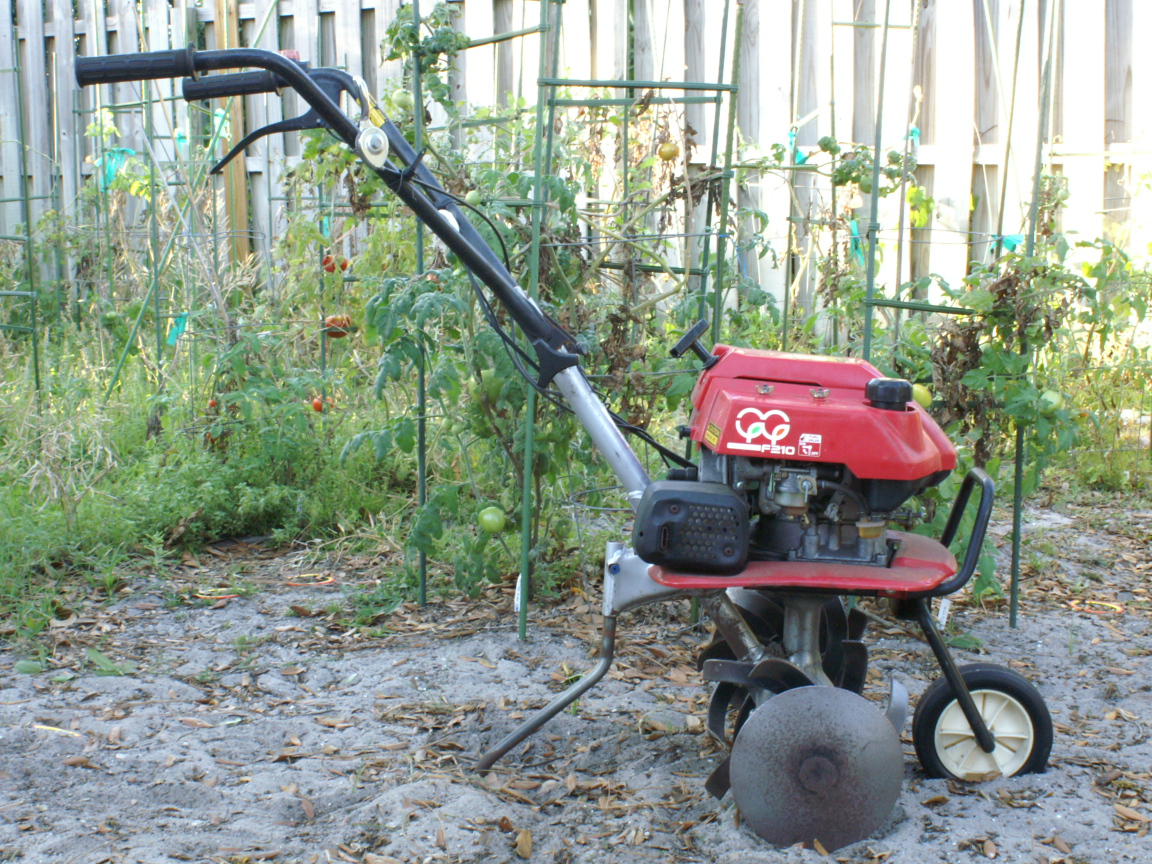
Motocultor Honda F210

Una conreadora o cultivadora és un arreu agrícola equipat amb dents metàl·liques adaptades per a fer diferents treballs de preparació del sòl com són els de la preparació del llit de sembra o colgar les restes orgàniques com per exemple el rostoll.
Per general fan una llaurada secundària i, per tant, no tenen una despesa d'energia tan alta com els equips de la llaurada principal. El sistema de llaurada de les conreadores pot ser lineal (amb dents) o bé rotatori (amb freses). Poden ser autopropulsades o accionades per un tractor. N'hi ha de diverses mides. Les més grans s'utilitzen en l'agricultura extensiva i les més petites en jardineria i horts.
Un dels tipus de cultivadora més coneguts és el canadenc, on les dents estan separades 25 cm i equipades amb un mecanisme flexible que fixa cada dent a l'estructura. Aquesta eina pot estar combinada amb altres instruments com un rascle o una compactadora agrícola.
Hi ha dues menes de conreadores, les conreadores pesants que es fan servir per colgar la matèria orgànica del terreny i en feines profundes; i les conreadores lleugeres o vibrocultivadores utilitzades per preparar el llit de sembra i que treballen a mitjana fondària.

## Història

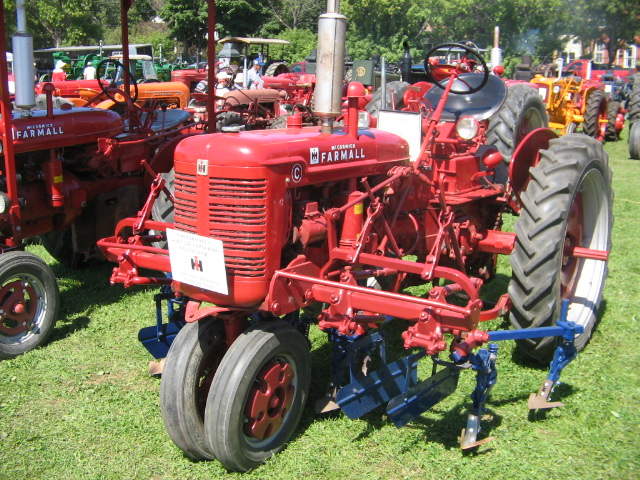
Farmall C de 1949 amb cultivador de dues fileres C-254-A

La idea bàsica de gratar el sòl per controlar l'aparició de les males herbes és antiga i es va fer amb aixades o arades durant mil·lennis abans que es desenvolupés cap equip més gran o més complex per reduir el treball manual i accelerar el treball. La idea d'ajuntar diverses aixades i aplicar la força dels animals de tir per arrossegar-les va donar lloc als rascles, que, encara que més noves que l'aixada, són força antigues. Als segles XVIII i XIX, a mesura que es va desenvolupar la Revolució Industrial, es va produir una proliferació de dissenys de conreadores. Aquests nous aparells eren arrossegats per animals de tir (com cavalls, mules o bous) o empesos o arrossegats per persones, segons la necessitat i la despesa.
L'aixada rotativa motoritzada va ser inventada per Arthur Clifford Howard que, el 1912, va començar a experimentar amb el conreu rotatiu a la granja del seu pare a Gilgandra, Nova Gal·les del Sud, Austràlia. Inicialment utilitzant el motor del tractor de vapor del seu pare com a font d'energia, va trobar que el sòl es podia llaurar mecànicament sense que es produís l'empaquetament del sòl, com era el cas de l'arada normal. Els seus primers dissenys llançaven el sòl llaurat al costat, fins que va millorar la seva invenció dissenyant una fulla en forma de L muntada sobre brides molt espaiades fixades a un rotor de petit diàmetre. Amb el seu company d'aprenent Everard McCleary, va establir una empresa per fabricar la seva màquina, però els plans van ser interromputs per la Primera Guerra Mundial. El 1919 Howard va tornar a Austràlia i va reprendre el seu treball de disseny, patentant un disseny amb 5 fulles de cultiu d'aixada rotativa i un motor de combustió interna el 1920.
El març de 1922, Howard va formar l'empresa Austral Auto Cultivators Pty Ltd, que més tard es coneixia com Howard Auto Cultivators. Tenia la seu a Northmead, un suburbi de Sydney, des de 1927.
Mentrestant, a Amèrica del Nord durant la dècada de 1910, els tractors estaven evolucionant des dels monstres de la mida d'⁣un motor de tracció cap a màquines més petites, lleugeres i assequibles. El tractor Fordson especialment havia fet que els tractors fossin assequibles i pràctics per a granges familiars petites i mitjanes per primera vegada a la història. El cultiu va ser una mica posterior al disseny del Fordson, que reflectia el fet que fins i tot aportar només una potència de tracció motoritzada pràctica a aquest segment del mercat va ser en si mateix una fita. Això va deixar una oportunitat per a altres de seguir un millor conreu motoritzat. Entre 1915 i 1920, diversos inventors i empreses d'instruments agrícoles van experimentar amb una classe de màquines anomenades motocultores, que eren simplement cultivadors de tija de cavalls modificats amb motors afegits per a l'autopropulsió. Aquesta classe de màquines va trobar un èxit limitat al mercat. Però l'any 1921 International Harvester havia combinat el conreu motoritzat amb les altres tasques dels tractors (potència de tracció i treball de corretges) per crear el Farmall, el tractor d'ús general fet a mida per al cultiu que va inventar bàsicament la categoria de tractors de cultiu en filera.
A Austràlia, a la dècada de 1930, Howard trobava cada cop més difícil satisfer una demanda mundial creixent d'exportacions de les seves màquines. Va viatjar al Regne Unit, fundant l'empresa Rotary Hoes Ltd a East Horndon, Essex, el juliol de 1938. Posteriorment, es van obrir oficines d'aquesta nova empresa als Estats Units d'Amèrica, Sud-àfrica, Alemanya, França, Itàlia, Espanya, Brasil, Malàisia, Austràlia i Nova Zelanda. Més tard es va convertir en l'empresa hòlding de Howard Rotavator Co. Ltd. El grup d'empreses Howard va ser adquirit pel danès Thrige Agro Group el 1985, i el desembre de 2000 el grup Howard es va convertir en membre de Kongskilde Industries de Soroe, Dinamarca.
En l'agricultura comercial moderna, la feina per a controlar les males herbes s'ha reduït molt mitjançant l'ús d'⁣herbicides. Tanmateix, els herbicides no sempre són desitjables, per exemple, en agricultura ecològica. Quan el control de males herbes herbicides es va comercialitzar per primera vegada a les dècades de 1950 i 1960, va influir en la visió del món optimista d'aquella època en la qual ciències com la química marcarien el començament d'una nova era de modernitat que deixaria pràctiques antigues (com el control de males herbes a través de conreadors) a la paperera de la història. Així, el control de males herbes amb herbicides es va adoptar de manera general, i en alguns casos amb massa intensitat i pressa. En les dècades posteriors, la gent va superar aquest desequilibri inicial i es va adonar que el control de males herbes amb herbicides té limitacions i externalitats, i s'ha de gestionar de manera intel·ligent. Encara s'utilitza àmpliament, i probablement continuarà sent indispensable per a la producció d'aliments assequibles a tot el món en un futur previsible; però la seva sàvia gestió inclou la recerca de mètodes alternatius, com el tradicional mode d'espera del cultiu mecànic, en els casos en què es considera pràctic.

## Usos

### Industrial
En la mesura en què el conreu es fa comercialment, la conreadora normalment és accionada per tractors, especialment tractors de cultiu en filera. Els conreadors industrials poden variar molt en mida i forma, des de 10 peus (3 m) fins a 80 peus (24 m) ampla. Molts estan equipats amb ales hidràuliques que es pleguen per fer que els desplaçaments per carretera siguin més fàcils i segurs. S'utilitzen diferents tipus per a la preparació dels camps abans de la sembra i per al control de les males herbes entre cultius en fila. El conreador pot ser un element que s'arrossega al darrere del tractor mitjançant una barra de tracció; muntat a l'enganxament de tres punts⁣; o muntat en un bastidor sota el tractor. Els instruments de conreu actius són accionats per un eix de presa de força. Tot i que la majoria dels conreadors es consideren un instrument de conreu secundari, els conreadors actius s'utilitzen habitualment per al conreu primari en sòls més lleugers en comptes de llaurar. Les versions més grans disponibles són aproximadament 6 metres d'ample i requereixen un tractor amb un excés de 110 kW (PTO) per conduir-los.

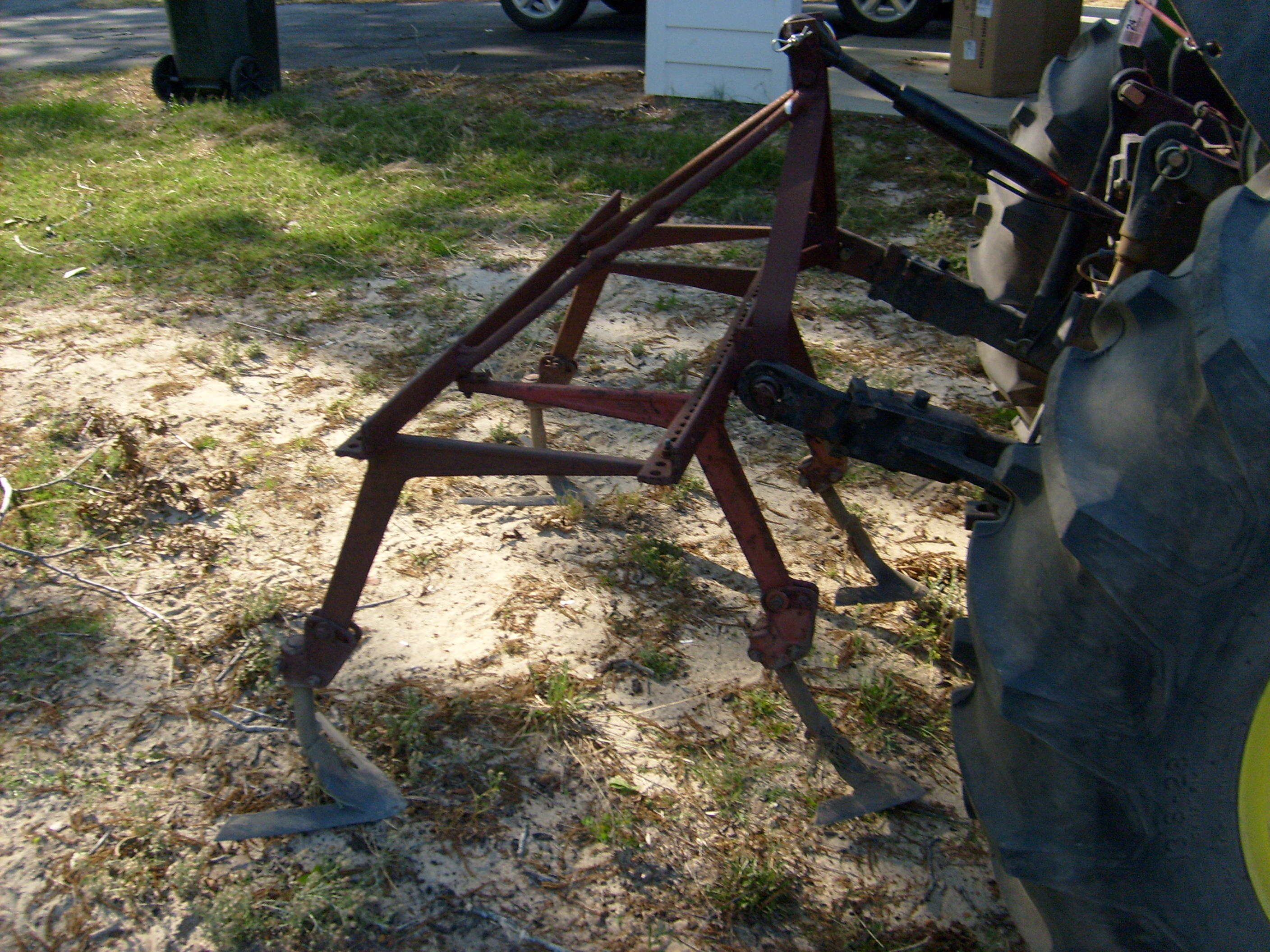
Escombrat casolà. Observeu les fulles d'"escombrat" interiors i exteriors.

Els conreadors de camp s'utilitzen per completar les operacions de conreu en molts tipus de camps de conreu. La funció principal del conreador de camp és preparar un llit de sembra adequat per al cultiu on es plantarà, enterrar els residus del cultiu al sòl (ajudant a escalfar el sòl abans de plantar), controlar les males herbes i barrejar i incorporar el sòl per assegurar-se que el cultiu en creixement tingui prou aigua i nutrients per créixer bé durant la temporada de creixement. L'instrument té moltes tiges muntades a la part inferior d'un marc metàl·lic i petites varetes estretes a la part posterior de la màquina que suavitzen la superfície del sòl per facilitar el viatge més tard quan es planta. A la majoria de cultivadors de camp, els cilindres hidràulics d'un a molts aixequen i baixen l'equip i controlen la seva profunditat.
La funció principal del cultivador de cultius en filera és el control de males herbes entre les files d'un cultiu establert. Els conreadors de cultius en filera solen pujar i baixar mitjançant un enganxament de tres punts i la profunditat es controla mitjançant rodes indicadores. De vegades anomenats conreadors d'escombra, aquests solen tenir dues fulles centrals que tallen les males herbes de les arrels prop de la base del cultiu i donen la volta al sòl, mentre que dues escombrades posteriors més enfora que les fulles centrals tracten el centre de la fila i poden tenir una amplada d'1 a 36 files.

### Jardineria
Els petits equips de conreu, utilitzats en jardins petits com ara jardins domèstics i petits jardins comercials, poden proporcionar conreu tant primari com secundari. Per exemple, un cultivador rotatiu fa tant la "llaurada" com la "raspa", preparant un llit de llavors llis i solt. No proporciona el control de males herbes en fila que farien les dents del conreador. Per a aquesta tasca, hi ha cultivadors dentats per a una sola persona.

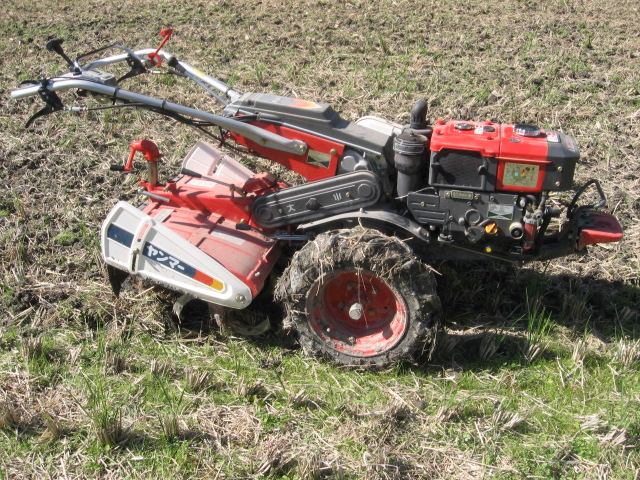
Un tractor japonès de dues rodes

Els cultivadors rotatius són un tipus de cultivador. Són populars entre els jardiners casolans que volen grans horts. El jardí es pot conrear unes quantes vegades abans de plantar cada cultiu. Els cultivadors rotatius es poden llogar als centres de lloguer d'eines per a aplicacions d'un sol ús, com per exemple quan es planta herba.
Una petita aixada rotativa per a jardins domèstics era coneguda per la marca registrada Rototiller i una altra, feta pel grup Howard, que produïa una gamma de motocultores, era coneguda com a Rotavator.
Rototiller
El rototiller petit és normalment propulsat per un 1–5 CV (1-4 kW) motor de gasolina que gira les dents. Alguns tenen rodes motoritzades, tot i que poden tenir rodes petites de control de transport/nivell. Per evitar que la màquina avanci massa ràpid, normalment es col·loca una dent ajustable just darrere de les fulles de manera que, a través de la fricció amb el sòl sense conrear més profund, actuï com un fre, alentint la màquina i permetent-li polveritzar el sòl. Com més lent avança un motocultor, més ben llaurat estarà el terreny. L'operador pot controlar la quantitat d'acció de fregament / frenada pujant i baixant el manillar del timón. Les motocultores sovint no poden anar enrere, ja que aquest moviment cap enrere cap a l'operador podria causar lesions greus. Durant l'operació, es pot estirar el rototiller cap enrere per passar per zones que no estaven prou polveritzades, però s'ha de tenir cura per assegurar-se que l'operador no ensopegui i estire el rototiller per sobre. El rotatiu és molt més ràpid que el treball manual, però notòriament és difícil de manejar i es fa un treball esgotador, especialment en els models més pesats i de major potència. Si les fulles del rototiller s'enganxen a objectes subterranis que no es veuen, com ara arrels d'arbres i escombraries enterrades, pot provocar que el rototiller es mogui bruscament i violentament en una direcció inesperada.
Rotavator
A diferència del Rototiller, el Howard Rotavator autopropulsat està equipat amb una caixa de canvis i es mou cap endavant, o retingut, per les seves rodes. La caixa de canvis permet ajustar la velocitat d'avanç mentre que la velocitat de rotació de les dents es manté constant, la qual cosa permet a l'operador regular fàcilment la mesura en què el sòl està enganxat. Per a un tractor rotatiu de dues rodes, això redueix molt la càrrega de treball de l'operador en comparació amb un rototiller. Aquests rotavators són generalment més resistents, entre 4 i 4–18 CV (3–13 kW) amb motor de gasolina o dièsel i poden cobrir àrees més grans. La paraula de marca registrada "Rotavator" és un dels palíndroms d'una sola paraula més llargs de la llengua anglesa.
Mini motocultor
Els minicultors són un nou tipus de petits cultivadors o cultivadors agrícoles, utilitzats pels agricultors o els propietaris. Aquests també es coneixen com a motocultors o motocultores. Compactes, potents i, sobretot, barates, aquestes motocultores agrícoles ofereixen alternatives als tractors de quatre rodes i als camps de petits agricultors dels països en desenvolupament són més econòmics que els tractors de quatre rodes.
Tractor de dues rodes
Els rotavators "a cavall" de major potència passen de la categoria d'horts domèstics a la categoria d'agricultura, especialment a Europa, capaços de preparar 1 hectàrea de terra en 8-10 hores. Aquests també es coneixen com a tractors a peu o tractors a peu. Fa anys que només es consideraven útils per a les zones de cultiu d'arròs, on estaven equipades amb rodes de gàbia d'acer per a la tracció, però ara s'estan utilitzant les mateixes tant en el cultiu d'aiguamolls com de secà a tot el món. Tenen múltiples funcions amb eines relacionades per a terres de secà o arrossar, bombeig, transport, batre, aterratge, polvorització de pesticides. Es poden utilitzar en turons, muntanyes, hivernacles i horts.